# Piptospatha burbidgei
Piptospatha burbidgei är en kallaväxtart som först beskrevs av Nicholas Edward Brown, och fick sitt nu gällande namn av Mitsuru Hotta. Piptospatha burbidgei ingår i släktet Piptospatha och familjen kallaväxter. Inga underarter finns listade.